# Zlati Voivoda
Zlati Vojvoda of Zlati Voyvoda (Bulgaars: Злати войвода), tot 1968 Dzjinovo (Джиново) geheten, is een dorp in Bulgarije. Het dorp is gelegen in de gemeente Sliven in de gelijknamige oblast. Zlati Vojvoda ligt hemelsbreed 15 km ten zuidwesten van Sliven en 234 km ten oosten van Sofia.

## Bevolking
Het dorp Zlati Vojvoda had bij de laatste officiële volkstelling van 7 september 2021 een inwoneraantal van 978 personen. Dit waren 26 mensen (2,7%) meer dan 952 inwoners bij de census van 1 februari 2011. De gemiddelde jaarlijkse groei in die periode komt daarmee uit op 0,25%, hetgeen hoger is dan het landelijk jaarlijks gemiddelde over deze periode (-1,14%).
- 1934 1201
Koninkrijk Bulgarije
- 1946 1375
Volksrepubliek Bulgarije
- 1956 1447
Volksrepubliek Bulgarije
- 1965 1330
Volksrepubliek Bulgarije
- 1975 1322
Volksrepubliek Bulgarije
- 1985 1290
Volksrepubliek Bulgarije
- 1992 1245
Republiek Bulgarije
- 2001 1032
Republiek Bulgarije
- 2011 952
Republiek Bulgarije
- 2021 978
Republiek Bulgarije

- Koninkrijk Bulgarije
- Volksrepubliek Bulgarije
- Republiek Bulgarije

In het dorp wonen etnische Bulgaren en Roma. In de optionele volkstelling van 2011 identificeerden 602 van de 824 ondervraagden zichzelf met de Bulgaarse etniciteit - 73,1% van de bevolking. De overige inwoners waren vooral etnische Roma (213 personen of 25,8%).
| Etnische samenstelling van de respondenten (2011) | Etnische samenstelling van de respondenten (2011) | Etnische samenstelling van de respondenten (2011) | Etnische samenstelling van de respondenten (2011) | Etnische samenstelling van de respondenten (2011) |
| ------------------------------------------------- | ------------------------------------------------- | ------------------------------------------------- | ------------------------------------------------- | ------------------------------------------------- |
|                                                   |                                                   |                                                   |                                                   |                                                   |
| Bulgaren                                          | Bulgaren                                          |                                                   | 73,1%                                             | 73,1%                                             |
| Turken                                            | Turken                                            |                                                   | 0,0%                                              | 0,0%                                              |
| Roma                                              | Roma                                              |                                                   | 25,8%                                             | 25,8%                                             |
| Anders/Onbekend                                   | Anders/Onbekend                                   |                                                   | 1,1%                                              | 1,1%                                              |

In 2021 was 27% van de bevolking tussen de 0-14 jaar oud, 48% was tussen de 15-64 jaar en 25% was 65 jaar of ouder. 
|                    | 2011 | %      | 2021 | %      |
| ------------------ | ---- | ------ | ---- | ------ |
| Bevolking (totaal) | 952  | 100,0% | 978  | 100,0% |
|                    |      |        |      |        |
| 0-14               | 183  | 19,2%  | 262  | 26,8%  |
| 15-64              | 570  | 59,9%  | 473  | 48,4%  |
| 65+                | 199  | 20,9%  | 243  | 24,8%  |